# Русское Поле (Пермский край)
Русское Поле — хутор в Пермском районе Пермского края России. Входит в Фроловское сельское поселение.

## География
Находится на полуострове, образованном при впадении р. Быковка в р. Сылва.
Уличная сеть состоит из трёх географических объектов: улицы Садовая, Центральная, Ясеневая.

### Географическое положение
Расположен в нижнем течении реки Быковка (приток Сылвы) примерно в 35 км к северо-востоку от административного центра поселения, села Фролы, и в 39 км к юго-востоку от центра города Перми.
Расстояние до горнолыжного курорта «Жебреи» — 1 км, до деревни Жебреи — 8 км.

## Население
| 2010 |
| ---- |
| 1    |

## Инфраструктура
Туризм. Есть пристань.

## Транспорт
Просёлочная дорога. Водный транспорт.

## Топографические карты
- Лист карты O-40-78 Серга. Масштаб: 1 : 100 000. Состояние местности на 1983 год. Издание 1984 г.